# Gianni Morbidelli
Gianni Morbidelli   (Pesaro, 13 de gener de 1968) va ser un pilot de curses automobilístiques italià que va arribar a disputar curses de la Fórmula 1.
Va néixer el 13 de gener del 1968 a Pesaro, Itàlia. És fill de Giancarlo Morbidelli, fundador de l'empresa Morbidelli fabricant de motocicletes.

## A la F1
Gianni Morbidelli va debutar a la primera cursa de la temporada 1990 (la 41a temporada de la història) del campionat del món de la Fórmula 1, disputant l'11 de març del 1990 el G.P. dels Estats Units al circuit de Phoenix.
Va participar en un total de setanta curses puntuables pel campionat de la F1, disputades en set temporades no consecutives (1990 - 1992, 1994 - 1995 i 1997) aconseguint un tercer lloc com millor classificació en una cursa i assolí 8,5 punts pel campionat del món de pilots.

## Resultats a la Fórmula 1
| Any  | Equip                    | Xassís   | Motor       | 1       | 2       | 3       | 4       | 5       | 6       | 7       | 8       | 9       | 10      | 11      | 12      | 13      | 14     | 15      | 16      | 17    | Posició | Punts |
| 1990 | Scuderia Italia          | Dallara  | Cosworth    | USA NVQ | BRA 14  | SMR     | MON     | CAN     | MEX     | FRA     | GBR     | ALE     | HON     | BEL     | ITA     | POR     | ESP    |         |         |       | -       | 0     |
| 1990 | SCM Minardi              | Minardi  | Cosworth    |         |         |         |         |         |         |         |         |         |         |         |         |         |        | JAP Ret | AUS Ret |       | -       | 0     |
| 1991 | SCM Minardi              | Minardi  | Ferrari     | USA Ret | BRA 8   | SMR Ret | MON Ret | CAN Ret | MEX 7   | FRA Ret | GBR 11  | ALE Ret | HUN 13  | BEL Ret | ITA 9   | POR 9   | ESP 14 | JAP Ret |         |       | 24è     | 0.5   |
| 1991 | Scuderia Ferrari         | Ferrari  | Ferrari     |         |         |         |         |         |         |         |         |         |         |         |         |         |        |         | AUS 6   |       | 24è     | 0.5   |
| 1992 | Minardi Team             | Minardi  | Lamborghini | SUD Ret | MEX Ret | BRA 7   | ESP Ret |         |         |         |         |         |         |         |         |         |        |         |         |       | NC      | 0     |
| 1992 | Minardi Team             | Minardi  | Lamborghini |         |         |         |         | SMR Ret | MON Ret | CAN 11  | FRA 8   | GBR 17  | ALE 12  | HUN DNQ | BEL 16  | ITA Ret | POR 14 | JAP 14  | AUS 10  |       | NC      | 0     |
| 1994 | Footwork                 | Footwork | Ford        | BRA Ret | PAC Ret | SMR Ret | MON Ret | ESP Ret | CAN Ret | FRA Ret | GBR Ret | ALE 5   | HUN Ret | BEL 6   | ITA Ret | POR 9   | EUR 11 | JAP Ret | AUS Ret |       | 22è     | 3     |
| 1995 | Footwork                 | Footwork | Hart        | BRA Ret | ARG Ret | SMR 13  | ESP 11  | MON 9   | CAN 6   | FRA 14  | GBR     | ALE     | HUN     | BEL     | ITA     | POR     | EUR    | PAC Ret | JAP Ret | AUS 3 | 14è     | 5     |
| 1997 | Red Bull Sauber Petronas | Sauber   | Petronas    | AUS     | BRA     | ARG     | SMR     | MON     | ESP 14  | CAN 10  | FRA     | GBR     | ALE     | HUN Ret | BEL 9   | ITA 12  | AUT 9  | LUX 9   | JPN NVS | EUR   | -       | 0     |

### Resum
| Curses: | Victòries: | Pòdiums: | Poles: | Voltes ràpides: | Punts: |
| ------- | ---------- | -------- | ------ | --------------- | ------ |
| 70 (67) | 0          | 1        | 0      | 0               | 8,5    |